# Minnie the Minx

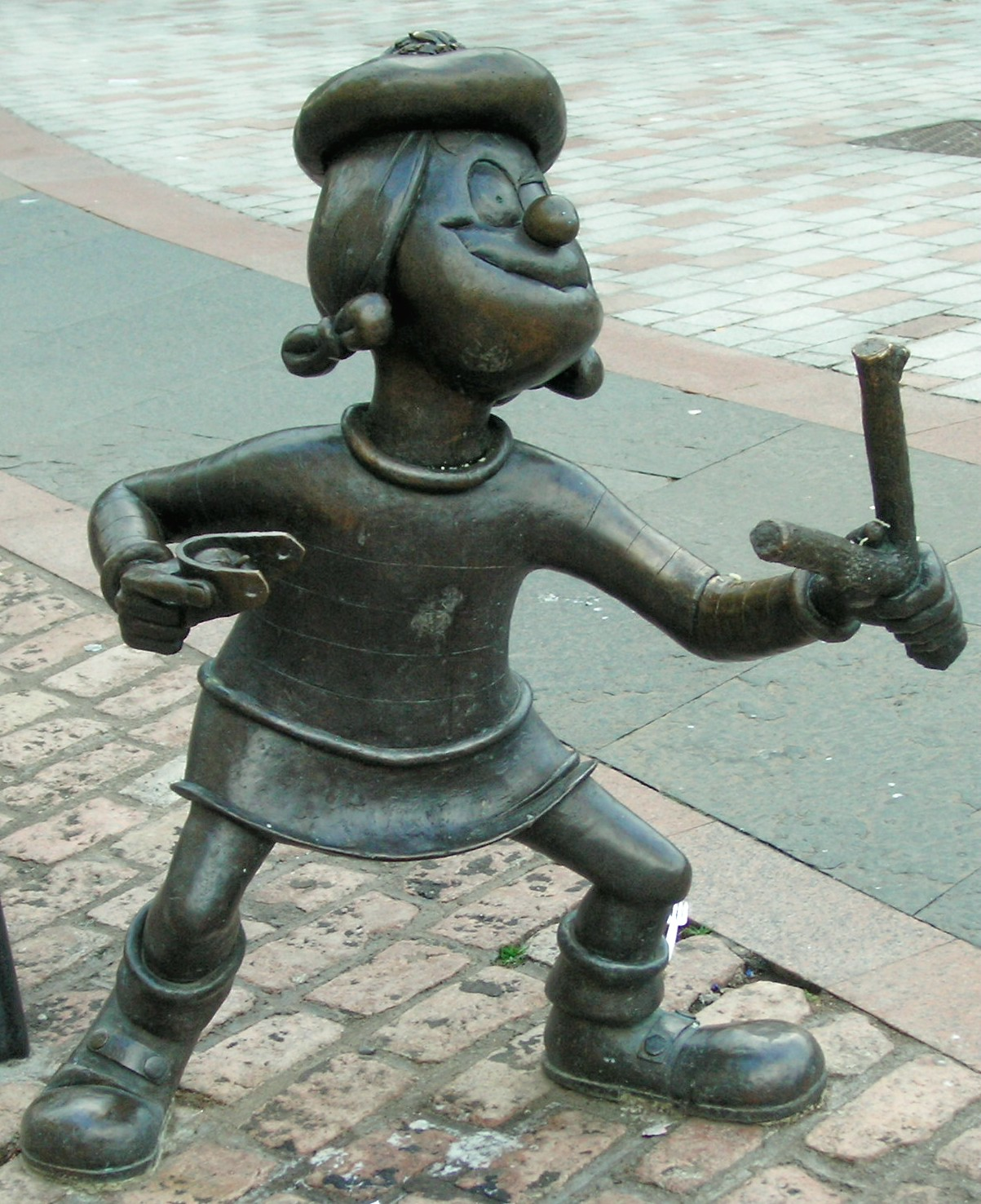
Staty av Minnie the Minx i Dundee.

Minnie the Minx var en brittisk tecknad humorserie skapad 1953 av Leo Baxendale för tidningen The Beano. Det handlade om en busig och bångstyrig liten tjej.
På 1960-talet återanvände Baxendale samma koncept i serien "Bad Penny".